# Абралинський сільський округ
Абрали́нський сільський округ (каз. Абралы ауылдық округі, рос. Абралинский сельский округ) — адміністративна одиниця у складі Жанасемейського району Абайської області Казахстану. Адміністративний центр та єдиний населений пункт — село Абрали.
Населення — 423 особи (2021; 638 у 2009, 933 у 1999, 1220 у 1989).
Станом на 1989 рік існувала Абралинська сільська рада (села Абрали, Табеке) Абайського району.

## Склад
До складу округу входять такі населені пункти:
| Населений пункт  | Старі назви | Населення, осіб (1989) | Населення, осіб (1999) | Населення, осіб (2009) | Населення, осіб (2021) |
| ---------------- | ----------- | ---------------------- | ---------------------- | ---------------------- | ---------------------- |
| Абрали, село     | Арбали      | 1045                   | 933                    | 635                    | 422                    |
| --Тогизбай, село | -           | -                      | -                      | 3                      | 1                      |
| Табеке, село     | -           | 175                    | -                      | -                      | -                      |